# Audi-Formel-1-Projekt
Das Audi-Formel-1-Projekt ist ein im Aufbau befindlicher deutscher Automobilrennstall von Audi mit Sitz in Neuburg an der Donau.

## Geschichte
Im Rahmen des Großen Preises von Belgien 2022 gab die Audi AG bekannt, ab der Saison 2026 mit einer eigenen Power-Unit in die Formel 1 einzusteigen. Zeitgleich verkündete Sauber, dass die bestehende Partnerschaft mit Alfa Romeo Ende der Saison 2023 beendet wird. Am 26. Oktober 2022 wurde bekannt gegeben, dass sich das Sauber-Team ab der Saison 2026 mit Audi vereinen, den Audi-Motor verwenden und zum Audi-Werksteam wird.
Im Jahr 2024 wurde die vollständige Übernahme der Sauber Group durch die Audi AG vollzogen. Im Zuge dessen übernahm der bisherige Entwicklungsvorstand Oliver Hoffmann den Vorsitz der Verwaltungsräte aller Sauber-Gesellschaften und zusätzlich den Vorsitz der Gesellschafterversammlung der Audi Formula Racing GmbH. Andreas Seidl, welcher kurz zuvor von McLaren zu Sauber wechselte, wurde zum CEO des Formel-1-Teams von Audi ernannt.
Am 25. April 2024 wurde bekanntgegeben, dass Nico Hülkenberg Ende des Jahres Haas verlassen und sich dem Schweizer Rennstall anschließen werde. Ende Juli gab Sauber bekannt, dass der bisherige CEO Andreas Seidl ab dem 1. August durch den langjährigen Ferrari-Ingenieur Mattia Binotto ersetzt werde, der zusätzlich von Oliver Hoffmann die Rolle des Direktors des Formel-1-Projekts bei der Audi AG übernehmen solle. Des Weiteren wurde der Red-Bull-Sportchef Jonathan Wheatley als zukünftiger Teamchef bekannt gegeben.
Am 6. November 2024 gab Sauber außerdem bekannt, dass der Formel-2-Meister Gabriel Bortoleto das zweite Cockpit übernehmen werde.  Ende November kündigte Audi an, dass die Qatar Investment Authority „eine bedeutende Minderheitsbeteiligung“ der Sauber Holding AG gekauft habe.

## Organisation

### Standorte
Das Audi-Formel-1-Team hat aktuell zwei Standorte: Das Motorenwerk der Audi Formula Racing (AFR) GmbH in Neuburg an der Donau (Deutschland), sowie das Chassis-Werk von Sauber Motorsport am Standort Hinwil (Schweiz). Derzeit befindet sich neben den beiden Standorten in Deutschland und der Schweiz ein dritter Standort im Aufbau. Dabei es handelt sich um ein Entwicklungszentrum, das Sauber Motorsport Technology Center UK, mit Sitz in Bicester (Vereinigtes Königreich).

### Personal
| Aufgabenbereich                                   | Name                 |
| ------------------------------------------------- | -------------------- |
| Stammfahrer                                       | Nico Hülkenberg      |
| Stammfahrer                                       | Gabriel Bortoleto    |
| Simulator- und Ersatzfahrer (AFR)                 | Neel Jani            |
| Head of Audi F1-Projekt                           | Mattia Binotto       |
| Teamchef                                          | Jonathan Wheatley    |
| Sprecher d. Geschäftsführung Sauber Motorsport AG | Jonathan Wheatley    |
| Sportdirektor                                     | Iñaki Rueda          |
| Chefmechaniker                                    | Lee Stevenson        |
| Anteilseigner                                     | AUDI AG, QIA         |
| Vorsitzender Verwaltungsrat (Sauber Holding AG)   | Gernot Döllner       |
| Vorsitzender Gesellschafterversammlung (AFR)      | Jürgen Rittersberger |
| COO Audi Formula Racing GmbH                      | Christian Foyer      |
| CTO Audi Formula Racing GmbH                      | Stefan Dreyer        |
| Stand: Saison 2025                                |                      |

## Aktuelle Sponsoren
| Sponsoring         | Unternehmen / Marke         |
| ------------------ | --------------------------- |
| Titel Partner      | - Revolut                   |
| Team Partner       | - BP (bp, Castrol und Aral) |
| Stand: Saison 2025 |                             |